# Дехановка (река)
Дехановка — река предгорий Джойского хребта, левый приток реки Бея.
Длина — 25 км. Протекает по территории Бейского района Хакасии. Исток — северные отроги Джойского хребта.
Абсолютная высота — около 800 м, устье — северо-западная окраина с. Бея, относительная высота — ок. 430 м. Имеет 8 притоков, длиной от 2 до 8 км. В средней части долины расположена одноимённая деревня. Ихтиофауна: хариус, пескарь.